# 李厚文
李厚文（1927年6月—2019年8月20日），辽宁丹东人，中国胸外科专家、医学教育家，原中国医科大学校长，第一临床学院胸外科教授。